# José Soares da Fonseca
José Soares da Fonseca (Seixo Amarelo, Guarda, 18 de abril de 1908 — São Sebastião da Pedreira, 26 de setembro de 1969) foi um político e administrador de empresas que exerceu importantes funções durante o Estado Novo, entre as quais as de Ministro das Corporações e Previdência Social e de presidente em exercício da Assembleia Nacional (1968-1969). Licenciado em Direito pela Universidade de Coimbra, católico e monárquico, foi um destacado defensor da solução monárquica no âmbito a União Nacional.

## Descrição
Ainda estudante, foi director do Centro Académico da Democracia Cristã (CADC) e da sua revista Estudos e presidente da Juventude Universitária Católica entre 1928 e 1930, e colaborador dos jornais católicos A Guarda e Novidades, revelando-se defensor fervoroso do Estado Novo e dos seus valores espirituais. Foi secretário da direcção da Associação Académica de Coimbra (1930-1931).
Licenciou-se em 1931 em Direito pela Universidade de Coimbra.
Foi escolhido para deputado à Assembleia Nacional em 1942, iniciando uma longa carreira parlamentar já que foi deputado da III à IX legislatura (1942-1969), apenas interrompida pelo exercício de funções ministeriais como Ministro das Corporações e Previdência Social de 1950 a 1955. Com a nomeação em 1961 de Mário de Figueiredo para presidente da Assembleia Nacional, José Soares da Fonseca tornou-se o novo leader parlamentar, cabendo-lhe coordenar o trabalho dos deputados e a sua relação com o Governo e com a liderança da União Nacional. Foi presidente da Assembleia Nacional em exercício no período de 1968 a 1969, por impedimento e doença de Mário de Figueiredo, dirigindo os trabalhos até ao encerramento da legislatura.
No Congresso da União Nacional de 1951 defendeu a restauração do regime monárquico, o que levou a uma ruptura com a linha política defendida por Marcelo Caetano.
Foi administrador da Companhia Colonial de Navegação e membro do Conselho de Estado, tendo-se manifestado em 1968 contra a nomeação de Marcelo Caetano para o cargo de Presidente do Conselho de Ministros.